# Großer Neukogel
Der Große Neukogel ist ein 1053 m ü. A. hoher Berg der Gutensteiner Alpen im südlichen Niederösterreich zwischen der Dürren Wand im Süden, dem Längapiesting- und Piestingtal im Nordwesten und dem Großen Kitzberg im Nordosten.

## Lage
Am Fuß des Großen Neukogels befinden sich die Ortschaften Gutenstein im Nordwesten und Pernitz im Nordosten. Im Südosten trennt der Ortgraben mit dem Waidmannsbach den Neukogel von der Dürren Wand ab. Der Waidmannsbach fließt weiter über Waidmannsfeld nach Reichental, wo er in die Piesting mündet. Von Waidmannsfeld führt eine Straße entlang der nordöstlichen Ausläufer über die Ochsenheide nach Neusiedl und weiter nach Pernitz. Der Große Neukogel erreicht eine Höhe von 1053 m ü. A.
Am Großen Neukogel gibt es keine Schutzhütten. Östlich des Hauptgipfels gibt es einen geringfügig niedrigeren Zwillingsgipfel und nordwestlich einen 904 m hohen Vorgipfel, über die der markierte Weg führt.
Nordöstlich des Großen Neukogels liegt der Kleine Neukogel mit einer Höhe von 866 m.

## Aufstiege
Von der Ochsenheide führt ein Wanderweg über einige Vorgipfel wie Auf der Eben zum Kamm des Großen Neukogels und diesen hinauf über den östlichen Zwillingsgipfel zum Hauptgipfel, auf dem sich ein kleines Gipfelkreuz befindet. Von hier führt ein zweiter Weg über den Vorgipfel nach Gutenstein. Der Weg über den Ostkamm führt zum Teil neben einem über 2 m hohen Wildzaun, den er auch zweimal quert.

## Höhlen
Am Fuße des Großen Neukogels in Gutenstein liegt im verkarstungsfähigen Wettersteinkalk die Christusgrotte mit der Katasternummer 1862/98, die mit einem Stollen in Verbindung steht. Weiter südöstlich sind aufgrund des weniger wasserlöslichen Dolomitgesteins keine weiteren Höhlen vorhanden.